# Phyllanthus stipitatus
Phyllanthus stipitatus är en emblikaväxtart som beskrevs av Maurice Schmid. Phyllanthus stipitatus ingår i släktet Phyllanthus och familjen emblikaväxter. Inga underarter finns listade i Catalogue of Life.